# Acrophasmus maeandrius
Acrophasmus maeandrius är en stekelart som beskrevs av Günther Enderlein 1920. Acrophasmus maeandrius ingår i släktet Acrophasmus och familjen bracksteklar. Inga underarter finns listade i Catalogue of Life.